# 제9회 골든 글로브상
제9회 골든 글로브상은 1951년 상영된 영화 중 가장 뛰어난 영화를 수상하기 위해 1952년 2월에 열린 시상식이다. 미국,시로스 (나이트 클럽)에서 개최되었다.

## 수상 및 후보

### 세실 B. 데밀 상
- 세실 B. 데밀 수상

### 작품상-드라마
- 젊은이의 양지 - 조지 스티븐스 수상
- 빛나는 승리 - 마크 롭슨
- 형사 이야기 - 윌리엄 와일러
- 쿼바디스 - 머빈 르로이
- 욕망이라는 이름의 전차 - 엘리아 카잔

### 여우주연상-드라마
- 푸른 면사포 - 제인 와이먼 수상
- 젊은이의 양지 - 쉘리 윈터스
- 욕망이라는 이름의 전차 - 비비안 리

### 남우주연상-드라마
- 세일즈맨의 죽음 - 프레드릭 마치 수상
- 빛나는 승리 - 아서 케네디
- 형사 이야기 - 커크 더글러스

### 작품상-뮤지컬코미디
- 파리의 미국인 - 빈센트 미넬리 수상

### 여우주연상-뮤지컬코미디
- 투 영 투 키스 - 준 앨리슨 수상

### 남우주연상-뮤지컬코미디
- 헨리의 사랑찾기 - 대니 케이 수상
- 파리의 미국인 - 진 켈리
- 히어 컴스 더 그룸 - 빙 크로스비

### 여우조연상
- 욕망이라는 이름의 전차 - 킴 헌터 수상
- 형사 이야기 - 리 그랜트
- 교배 기간 - 델마 리터

### 남우조연상
- 쿼바디스 - 피터 유스티노브 수상

### 감독상
- 세일즈맨의 죽음 - Laszlo Benedek 수상
- 파리의 미국인 - 빈센트 미넬리
- 젊은이의 양지 - 조지 스티븐스

### 각본상
- 빛나는 승리 - Robert Buckner 수상

### 음악상
- 셉템버 어페어 - 빅터 영 수상
- 지구 최후의 날 - 버나드 허만
- 웰 - 디미트리 티옴킨